# The Beatles 1962–1966
Albums de The Beatles
Let It Be
(1970) The Beatles 1967–1970
(1973)
Albums des meilleurs succès des Beatles
A Collection of Beatles Oldies
(1966) The Beatles 1967–1970
(1973)
The Beatles 1962-1966 — aussi connu sous le titre Album rouge (Red Album) ou quelquefois Double rouge — est une compilation, sortie en 1973, rassemblant 26 des plus grands succès des Beatles publiés entre 1962 et 1966. L'album est un grand succès commercial. Une réédition remixée et élargie est mise en marché en 2023.

## Historique
Voulant profiter pleinement de la manne qu'était la Beatlemania, le label américain Capitol Records a produit, déjà en 1964, l'ébauche d'un album double des meilleurs succès des Beatles ; deux seules copies, sans pochette, ont été pressées le 2 juin 1964. Cette compilation (portant le numéro 46934-41) avait pour but d'inclure des chansons qui avaient été publiées entre la fin 1962 et le milieu de 1964, une période faste pour le groupe. Parmi ces 24 chansons, on y aurait entendu Misery, There's a Place, From Me to You et A Hard Day's Night qui ont finalement tardé à apparaître sur un 33 tours de Capitol; les deux dernières en 1973 sur cette compilation-ci et en 1980 sur Rarities pour les deux autres. Cette compilation précoce n'a pas vu le jour car les droits des chansons du premier album étaient encore exclusifs à Vee-Jay Records. On publie le disque documentaire The Beatles' Story à la place. En France, le disque Les Beatles dans leurs 14 plus grands succès a été publié en 1965 par Odeon,  et l'année suivante Parlophone publie A Collection of Beatles Oldies.
Un label américain basé au New Jersey publie, en 1972, une compilation intitulée ΑΩ, ou The Beatles Alpha Omega, comprenant cinquante-six des meilleurs succès du groupe et rajoutant en plus quelques tubes des membres en solo. Les enregistrements sont tirés des disques de Capitol, avec leurs variations des mixages, et la qualité du son de ces repiquages est faible. Suivront, la compilation ΑΩ Volume 2 et une troisième erronément encore baptisée ΑΩ Volume 2 ! La compagnie pousse l'audace jusqu'à effectuer la promotion de ces albums quadruples à la télévision et à la radio. Allen Klein, le manager des Beatles, sans être celui de McCartney, traine en justice Audiotape, Inc., la compagnie responsable de ces albums pirates, et réussit à les retirer de la circulation. Cette sortie semble être le déclencheur de la création des albums « Rouge » et « Bleu » par Apple Records.
Dix ans après l'explosion de la Beatlemania, Neil Aspinall, le directeur d'Apple Corps, a produit l'ébauche d'un documentaire télévisé sur l'histoire des Beatles intitulé The Long and Winding Road. Simultanément, Allen Klein demande à son bras droit, Allen Steckler, de créer les deux collections des plus grands succès du groupe. Cette publication permet au groupe de publier un disque afin de respecter une obligation envers leur compagnie de disques. L'américain effectue sa liste de chansons en se basant sur les versions américaines des albums et singles des Beatles. À cette époque par contre, Klein perdait la faveur de ses célèbres clients. Le documentaire n'est pas achevé et la publication des compilations est retardée jusqu'à ce que le contrat avec le manager soit échu. Mais comme aucunes archives d'Apple ne corroborent ceci, Kevin Howlett, le biographe officiel du groupe et l'auteur des notes des rééditions récentes des albums, met en doute que l'existence de ces albums serait liée à la production de cette émission de télévision. Il faudra attendre jusqu'en 1995 pour voir le documentaire publié sous le nom The Beatles Anthology.

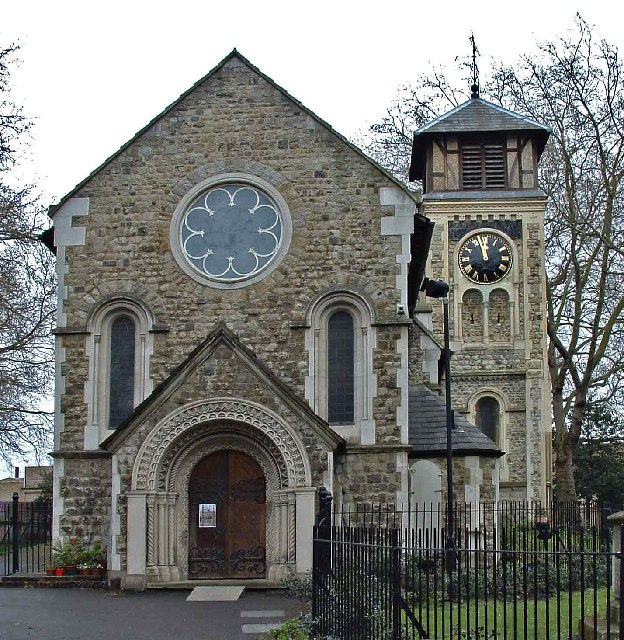
Le groupe pose derrière les barreaux de la clôture de la « Old St Pancras Church » parmi les curieux qui assistaient à la séance photo.

## Publication

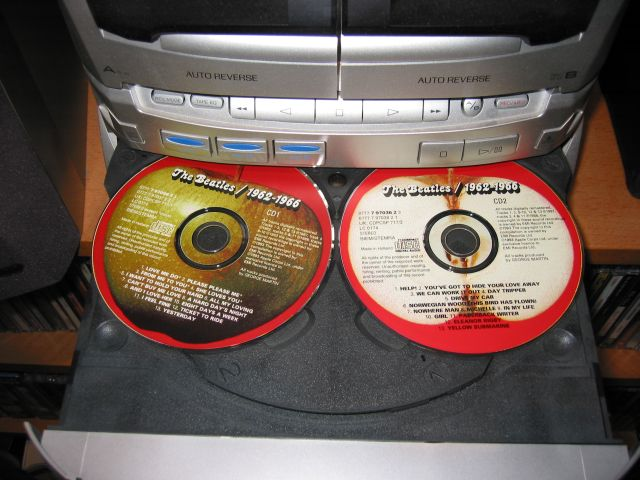
Version CD de cet album dans un lecteur style carousel.

Même si, en début de carrière, des chansons écrites par d'autres auteurs sont des succès pour le groupe (Twist and Shout, se retrouve numéro 2 au classement américain derrière Can't Buy Me Love), on décide d'incorporer exclusivement des compositions originales, toutes de Lennon/McCartney, dans la compilation. 
Bien que la chanson Love Me Do ait été publiée en octobre 1962, c'est la version avec le batteur Andy White, publiée en mars l'année suivante sur l'album Please Please Me et qui a atteint la première place du palmarès américain le 30 mai 1964, qui est incluse dans cette collection.
La photo de couverture est la troisième fois qu'un cliché de la séance photo de février 1963, prises par Angus McBean (en) en contre-plongée dans la cage d'escaliers des bureaux de l'EMI House située au  20 Manchester Square à Londres,, est utilisé pour une pochette de disque. Un premier cliché avait déjà été utilisé pour leur premier album, et un second pour le maxi The Beatles (No. 1). L'album Please Please Me n'ayant jamais été publié aux États-Unis, cette photo y était donc inédite. Au dos se trouve la photo frontispice du second volume avec la même mise en scène mais prise en 1969. Les enveloppes protectrices des disques sont rouges, sur lesquelles sont imprimées les paroles des chansons. Le design de cette pochette est l'œuvre de Tom Wilkes.
La photo à l'intérieur de la pochette ouvrante a été prise par le photographe américain Don McCullin le 28 juillet 1968, lors de la séance qui fut surnommée « A Mad Day Out » où le groupe a été photographié dans sept différents lieux de la ville de Londres.  Ce cliché fut pris derrière la grille de l'ancienne église Saint Pancras et ses jardins près de Regent's Park parmi les badauds qui regardaient la séance photo. Dans le groupe se trouvent quelques membres de la famille du jardinier en chef du parc, Jack Barnard, dont son petit fils, qui est assis sur les genoux de Ringo Starr.
À sa sortie, le 2 avril 1973 en Amérique du Nord et le 19 en Angleterre, ce disque atteint la 3e position des palmarès Billboard et UK Albums Chart. Il est publié pour la première fois sur CD le 20 septembre 1993 tandis qu'une version remastérisée est publiée le 18 octobre 2010 et le lendemain en Amérique du Nord. Une réédition en vinyle 180 grammes a été commercialisée le 24 novembre 2014.

### Particularités de l'édition nord-américaine
Bien que la version nord-américaine du disque possède la même liste de chansons que l'édition britannique (From Me to You y est mais n'a pas été un tube aux États-Unis), elle comporte de nombreuses variantes.  Les chansons I Want to Hold Your Hand et Ticket to Ride sont présentées en faux stéréo même si de véritables versions stéréo existaient déjà , et on entend la version mono de A Hard Day's Night . I Feel Fine possède la réverbération ajoutée par Capitol mais sans le chuchotement entendu au début de la version originelle anglaise. Help! apparaît avec une introduction « à la James Bond » signée Ken Thorne, tirée de la trame sonore américaine du film. On inclut aussi les mixages stéréo américains des chansons Day Tripper et We Can Work It Out entendus sur Yesterday and Today. Ces particularités disparaîtront à partir de la réédition sur CD de 1993.

## Liste des chansons
Telle que présentée lors de la publication originale en 33 tours mais la numérotation fait référence à la réédition en CD. Les pièces tirées des faces A de 45 tours sont représentées par les symboles ƒA et 2ƒA représente un single à double faces A.

### Disque 1
Toutes les chansons sont écrites et composées par John Lennon et Paul McCartney.
| 1. | Love Me Do (Version avec Andy White) | Please Please Me - 1963 | 2:19 |
| 2. | Please Please Me                     | 45 tours - ƒA - 1963    | 2:00 |
| 3. | From Me to You                       | 45 tours - ƒA - 1963    | 1:56 |
| 4. | She Loves You                        | 45 tours - ƒA - 1963    | 2:22 |
| 5. | I Want to Hold Your Hand             | 45 tours - ƒA - 1963    | 2:27 |
| 6. | All My Loving                        | With The Beatles - 1963 | 2:04 |
| 7. | Can't Buy Me Love                    | 45 tours - ƒA - 1964    | 2:11 |

| 8.  | A Hard Day's Night | A Hard Day's Night - 1964 | 2:29 |
| 9.  | And I Love Her     | A Hard Day's Night - 1964 | 2:28 |
| 10. | Eight Days a Week  | Beatles for Sale - 1964   | 2:44 |
| 11. | I Feel Fine        | 45 tours - ƒA - 1964      | 3:11 |
| 12. | Ticket to Ride     | 45 tours - ƒA - 1965      | 3:05 |
| 13. | Yesterday          | Help! - 1965              | 2:05 |

### Disque 2
Toutes les chansons sont écrites et composées par John Lennon et Paul McCartney.
| 1. | Help!                                | Help! - 1965          | 2:18 |
| 2. | You've Got to Hide Your Love Away    | Help! - 1965          | 2:09 |
| 3. | We Can Work It Out                   | 45 tours - 2ƒA - 1965 | 2:15 |
| 4. | Day Tripper                          | 45 tours - 2ƒA - 1965 | 2:46 |
| 5. | Drive My Car                         | Rubber Soul - 1965    | 2:25 |
| 6. | Norwegian Wood (This Bird Has Flown) | Rubber Soul - 1965    | 2:02 |

| 7.  | Nowhere Man      | Rubber Soul - 1965   | 2:43 |
| 8.  | Michelle         | Rubber Soul - 1965   | 2:40 |
| 9.  | In My Life       | Rubber Soul - 1965   | 2:28 |
| 10. | Girl             | Rubber Soul - 1965   | 2:32 |
| 11. | Paperback Writer | 45 tours - ƒA - 1966 | 2:23 |
| 12. | Eleanor Rigby    | Revolver - 1966      | 2:05 |
| 13. | Yellow Submarine | Revolver - 1966      | 2:38 |

#### Albums promotionnels
Pour faire la promotion de la réédition CD de 1993 de ces deux compilations, EMI publie un album d'interviews du producteur George Martin par le biographe Mark Lewisohn, incluant une transcription sur 18 pages des treize pistes. Un second disque possédant, dans l'ordre, les chansons Hello Goodbye, Ticket To Ride, Norwegian Wood, In My Life, Help! et The Fool on the Hill a aussi été publié.

## Remixage de 2023
Albums de The Beatles
Revolver Special Edition
(2022) The Beatles 1967–1970 (2023 Edition)
(2023)
Albums des meilleurs succès des Beatles
1+
(2015) The Beatles 1967–1970 (2023 Edition)
(2023)
Une réédition, augmentée d'un autre disque, dé-mixée par Emile de la Rey de la boîte Park Road Post Productions (en) de Peter Jackson et remixée par Giles Martin, assisté de Sam Okell, sort le 10 novembre 2023, en conjonction à la sortie de la chanson Now and Then la semaine précédente. Les ingénieurs peuvent dorénavant, en utilisant leur système MAL developpé pour la télésérie Get Back, séparer chacun des sons déjà mixés entre eux sur les rubans magnétiques 2-pistes et 4-pistes (ou 8-pistes pour le second volume). Ceci permet de placer sur une piste individuelle les voix et presque tous les instruments y compris chacun des tambours, cymbales et charleston de la batterie. Chacune de ces pistes est réenregistrée dans le studio 2 par des microphones captant le son venu de haut-parleurs afin de recréer l'ambiance d'origine de la séance en studio. Martin et Okell peuvent maintenant remixer les chansons en prenant soin de simplement améliorer le son sans pour autant s'éloigner de la sonorité d'époque; « le caractère et le ton de la chanson est conservé. » La batterie et la basse sont généralement placées au centre tandis que les guitares et les voix sont mixées afin de maximiser l'effet stéréo. 
Cette réédition élargie comprend maintenant trois reprises et deux compositions de George Harrison. De plus, elle inclus la version originelle de Love Me Do, aussi publiée sur le single Now and Then, sur laquelle on entend Starr à la batterie au lieu de la version avec Andy White, tirée de l'album Please Please Me et publiée sur le single américain en 1964. John Harris (en) est l'auteur du texte d'accompagnement. Elle atteindra la troisième position du palmarès anglais et la vingtième du Billboard 200. 
Mise à part Love Me Do, on retrouve les mêmes pistes que sur la version vinyle d'origine mais remixées en 2023, sauf pour les chansons tirées de l'album Revolver qui ont été remixées en 2022. On y rajoute un disque supplémentaire contenant douze autres titres :

### Disque 3
Toutes les chansons sont écrites et composées par John Lennon et Paul McCartney sauf indications contraires.
| 1. | I Saw Her Standing There    |                           | Please Please Me - 1963   | 2:53 |
| 2. | Twist and Shout             | Phil Medley, Bert Russell | Please Please Me - 1963   | 2:35 |
| 3. | This Boy                    |                           | 45 tours - ƒB - 1963      | 2:19 |
| 4. | Roll Over Beethoven         | Chuck Berry               | With The Beatles - 1963   | 2:46 |
| 5. | You Really Got a Hold on Me | Smokey Robinson           | With The Beatles - 1963   | 3:02 |
| 6. | You Can't Do That           |                           | A Hard Day's Night - 1964 | 2:33 |

| 1. | If I Needed Someone         | George Harrison | Rubber Soul - 1965 | 2:24 |
| 2. | Got to Get You into My Life |                 | Revolver - 1966    | 2:27 |
| 3. | I'm Only Sleeping           |                 | Revolver - 1966    | 2:59 |
| 4. | Taxman                      | George Harrison | Revolver - 1966    | 2:38 |
| 5. | Here, There and Everywhere  |                 | Revolver - 1966    | 2:24 |
| 6. | Tomorrow Never Knows        |                 | Revolver - 1966    | 2:58 |

### Version sur CD
The Beatles 1962-1966 (2023 Edition)

Sur la version sur deux CD, en téléchargement (stéréo) ou en streaming (stéréo et Dolby Atmos), l'ordre chronologique des publications est conservé. L'astérisque indique les pistes rajoutées ou en version différente.
| CD1 1. *Love Me Do - (Version du 45 tours avec Ringo Starr) 2. Please Please Me 3. *I Saw Her Standing There 4. *Twist and Shout 5. From Me to You 6. She Loves You 7. I Want to Hold Your Hand 8. *This Boy 9. All My Loving 10. *Roll Over Beethoven 11. *You Really Got a Hold on Me 12. Can’t Buy Me Love 13. *You Can’t Do That 14. A Hard Day’s Night 15. And I Love Her 16. Eight Days a Week 17. I Feel Fine 18. Ticket to Ride 19. Yesterday | CD2 1. Help! 2. You’ve Got to Hide Your Love Away 3. We Can Work It Out 4. Day Tripper 5. Drive My Car 6. Norwegian Wood (This Bird Has Flown) 7. Nowhere Man 8. Michelle 9. In My Life 10. *If I Needed Someone 11. Girl 12. Paperback Writer 13. Eleanor Rigby 14. Yellow Submarine 15. *Taxman 16. *Got to Get You into My Life 17. *I’m Only Sleeping 18. *Here, There and Everywhere 19. *Tomorrow Never Knows |

### Version en formatYoto
The Beatles 1962–1966 (Yoto Edition)

Une sortie pour les enfants en format Yoto, sur carte mémoire Memory Stick, est disponible des deux albums de la collection comprenant chacune une sélection de douze chansons.
| 1. Love Me Do 2. Please Please Me 3. From Me to You | 1. She Loves You 2. Can't Buy Me Love 3. Ticket to Ride | 1. I Want to Hold Your Hand 2. If I Needed Someone 3. Drive My Car | 1. Got to Get You into My Life 2. I'm Only Sleeping 3. Yellow Submarine |